# Trichomyia wasmanni
Trichomyia wasmanni är en tvåvingeart som först beskrevs av Holmgren 1905.  Trichomyia wasmanni ingår i släktet Trichomyia och familjen fjärilsmyggor. Inga underarter finns listade i Catalogue of Life.